# Cnemophilus macgregorii
Cnemophilus macgregorii е вид птица от семейство Cnemophilidae.

## Разпространение
Видът е разпространен в Индонезия и Папуа Нова Гвинея.